# Steve McQueen (instruktør)
 For alternative betydninger, se Steve McQueen. (Se også artikler, som begynder med Steve McQueen)
Steven Rodney "Steve" McQueen, født 9 oktober 1969 i London, er en britisk filminstruktør, manuskriptforfatter og artist.
Steve McQueen voksede op i Ealing i det vestlige London i en arbejderfamilie af vestindisk afstamning. I 1993 afsluttede han sine studier på kunstskolen Goldsmiths College. Som kunstner arbejder McQueen primært med det levende billede. Han fik opmærksomhed for sin afgangsfilm Bear. I 1999 vandt han Turner-prisen for sit arbejde med videoinstallationer og udstillinger på Institute of Contemporary Arts i London. I 2009 repræsenterede han Storbritannien ved Venedig Biennalen med sit værk Giardini.
I 2008 debuterede Steve McQueen med spillefilmen Sult, som vandt Caméra d'or ved Cannesfestivalen samme år. Også hans næste film Shame (2011) fik god kritik og vandt priser ved Filmfestivalen i Venedig samt en Golden Globe-nominering. Michael Fassbender spillede hovedrollen i begge film.
McQueens tredje film, 12 Years a Slave (2013), er en filmatisering af bogen af samme navn skrevet af Solomon Northup. Bogen er skrevet i 1853 og er baseret på virkelige begivenheder. Chiwetel Ejiofor spiller over for blandt andre Michael Fassbender, Brad Pitt og Benedict Cumberbatch. Filmen blev godt modtaget af både kritikere og publikum og blev nomineret til mange priser, herunder ni Oscars ved Oscaruddelingen 2014, hvoraf den vandt tre; Bedste film, bedste manuskript og Lupita Nyong'o blev kåret som bedste kvindelige birolle. McQueen var også nomineret i kategorien Bedste instruktør.
I 2010 skrev McQueen under på at lave en spillefilm om den nigerianske musiker og politiske aktivist Fela Kutis liv. 
Siden 1997 har McQueen boet i Amsterdam med sin partner, kulturkritikeren Bianca Stigter, og deres to børn. 

## Eksterne links
- Steve McQueen på Internet Movie Database (engelsk)
- Steve McQueen på Filmdatabasen
- Steve McQueen på Scope
- Steve McQueen på Svensk Filmdatabas (svensk)
- Steve McQueen på AlloCiné (fransk)
- Steve McQueen på AllMovie (engelsk)
- Steve McQueen på The Movie Database (engelsk)
- Steve McQueen på Encyclopædia Britannica Online (engelsk)